# Zyuden Sentai Kyoryuger
Zyuden Sentai Kyoryuger (獣電戦隊キョウリュウジャー (Thú điện Chiến đội Kyoryuger) Jūden Sentai Kyōryūjā) dịch là Chiến đội Thú điện Kyoryuger, là tên của loạt phim Super Sentai thứ 37 của hãng phim Nhật Bản Toei Company theo sau Tokumei Sentai Go-Busters. Bộ phim được thuyết minh và phát hành tại Việt Nam bởi hãng phim Phương Nam với tên gọi Chiến đội Điện long Kyoryugers. Phim được công chiếu trên kênh truyền hình thiếu nhi Sao TV & THVL 1.. Đây cũng là bộ phim Super Sentai đầu tiên quay ở 1080p, vì từ Shinkenger đến Go-Busters chỉ quay ở 720p.
Loạt phim bắt đầu phát sóng trên TV Asahi vào ngày 17 tháng 2 năm 2013, song song với Kamen Rider Wizard và Kamen Rider Gaim trong giờ phim Super Hero Time. Bản Mỹ hóa được Saban sản xuất với tên gọi Power Rangers Dino Charge và Hàn Quốc hóa được Daewon Media sản xuất với tên gọi Power Rangers Dino Force Brave. Hàn Quốc lồng tiếng cho Kyoryuger với tên gọi Power Rangers Dino Force.

## Sản xuất
Zyuden Sentai Kyoryuger là series Sentai thứ 3 có motif khủng long (sau Kyōryū Sentai Zyuranger và Bakuryū Sentai Abaranger); pha trộn với điện tử và âm nhạc sôi động như Samba.

## Nhân vật

### Kyoryuger
Kyoryuger (キョウリュウジャー（強・竜・者） Kyōryūjā (Kyō Ryū Ja)), viết tắt của "Cường Long Giả" (強き竜の者 Tsuyoki Ryū no Mono), là các chiến binh đã chiến đấu với thế lực hắc ám từ vũ trụ trong thời kỳ khủng long ngự trị, bên cạnh các chiến hữu là các robot khủng long thông minh tên là Zyudenryu (獣電竜 Jūdenryū, "Thú điện Long"). Có tổng cộng 10 Thú Điện Long. Ngoài ra còn có thêm 13 Guardians là những đồng minh giúp các Kyoryuger chiến đấu. Chúng đã bị giết bởi Great Land Devil Gadoma. Linh hồn của các Guardian hoá thành các Secret Stones và được giữ trong Thú Điện Long thứ 10- Bragigas. Vào thời hiện đại, khi thế lực hắc ám thức tỉnh, các Kyoryuger quay trở lại sử dụng các vật phẩm tên là Zyudenchi (獣電池 Jūdenchi, "Thú Điện Trì") vốn chứa Kyoryu Spirit (キョウリュウスピリット Kyōryū Supiritto) của các Zyudenryu. Kana đầu tiên trong tên của các Kyoryuger có thể ghép lại thành "dinosaur" (「ダ・イ・ノ・ソ・ア 」（ダイノソア） "Da-I-No-So-A"), tức khủng long trong tiếng Anh, trong khi kana đầu tiên trong họ của họ có thể ghép lại thành "kyōryū" (「き・よ・う・り・ゆ・う」（恐竜） "Ki-yo-u-Ri-yu-u"), tức khủng long trong tiếng Nhật.
"Nha Dũng giả" (牙の勇者 Kiba no Yūsha) - Kyoryu Red (キョウリュウレッド Kyōryū Reddo)
- Kiryuu Daigo (桐生 ダイゴ (Đồng Sanh Đại Ngô) Kiryū Daigo?) - Đội trưởng của nhóm, biệt danh "King". Là 1 người phóng khoáng và luôn tin vào "brave" của mình và đồng đội. Chiến hữu Zyudenryu của anh là một con Tyrannosaurus màu đỏ tên là Gabutyra (ガブティラ Gabutira?).[4][5][6]

"Đạn hoàn Dũng giả" (弾丸の勇者 Dangan no Yūsha) - Kyoryu Black (キョウリュウブラック Kyōryū Burakku)
- Ian Yorkland (イアン・ヨークランド Ian Yōkurando?) - Một anh chàng khá đào hoa và lãng tử. Chiến hữu của anh là một con Parasaurolophus màu đen tên là Parasagun (パラサガン Parasagan?).[4][5][6]

"Khải Dũng giả" (鎧の勇者 Yoroi no Yūsha) - Kyoryu Blue (キョウリュウブルー Kyōryū Burū)
- Udou Nobuharu (有働 ノブハル (Hữu Động Thân Trị) Udō Nobuharu?) - Một chàng trai mạnh mẽ, luôn quan tâm mọi người, đặc biệt là em gái của mình mặc dù đã là bà mẹ một con. Chiến hữu của anh là một con Stegosaurus màu xanh dương tên Stegotchi (ステゴッチ Sutegotchi?).[4][5][6]

"Trảm kích Dũng giả" (斬撃の勇者 Zangeki no Yūsha) - Kyoryu Green (キョウリュウグリーン Kyōryū Gurīn)
- Rippuukan Souji (立風館 ソウジ (Lập Phong Quán Tổng Tư) Rippūkan Sōji?) - Một nam sinh trẻ tuổi, có tài nghệ với kendo. Chiến hữu của anh là một con Velociraptor màu xanh lá tên Zakutor (ザクトル Zakutoru?).[4][5][6]

"Giác Dũng giả" (角の勇者 Tsuno no Yūsha) - Kyoryu Pink (キョウリュウピンク Kyōryū Pinku)
- Amy Yuzuki (アミィ 結月 (Ngải Mỹ Kết Nguyệt) Amyi Yuzuki?) - Một tiểu thư nhà giàu nhưng ưa chiến đấu, không thích nhẹ nhàng. Chiến hữu của cô là một con Triceratops màu hồng tên Dricera (ドリケラ Dorikera?).

"Lôi minh Dũng giả" (雷鳴の勇者 Raimei no Yūsha) - Kyoryu Gold (キョウリュウゴールド Kyōryū Gōrudo)
- Utsusemimaru (空蝉丸 (Khổng Thuyền Hoàn)?) - Biệt danh "Ucchy". Là một chiến binh thời Chiến quốc 400 năm trước và chiến hữu của anh là một con Pteranodon màu vàng kim tên là Pteragordon.

"Cương Dũng giả" (鋼の勇者 Hagane no Yūsha) - Kyoryu Cyan (キョウリュウシアン Kyōryū Shian)
- Ramires (ラミレス Ramiresu?) - Một linh hồn đã từng chiến đấu 500 năm trước, hi sinh trong trận đánh với Deboth Viruson và thú điện long của anh ấy cũng bị hắn cướp mất, sau này Amy đã giúp anh lấy lại nó. Tuy hi sinh nhưng linh hồn anh vẫn lang thang và anh vẫn có thể chiến đấu cũng như giao tiếp như một người còn sống. Tính cách của anh khá vui nhộn và vũ khí của anh là một cây búa tạ cũng vui nhộn không kém. Thú điện long của anh là một con Ankylosaurus màu xanh ngọc tên Ankydon (アンキドン Ankidon?).[4][5][6] Sức mạnh của Ramires sau này được giao cho em gái của Nobuharu là Fukui Yuko (福井 優子 Fukui Yūko?).

"Kích đột Dũng giả" (激突の勇者 Gekitotsu no Yūsha) - Kyoryu Grey (キョウリュウグレー  Kyōryū Gurē )
- Tessai (鉄砕 (Thiết Toái)?) - Là một bậc thầy võ thuật Trung Hoa. Anh là người sáng lập ra môn võ thuật "Thiết Toái Quyền" từ 1500 năm trước. Anh luôn tự xem mình là hiện thân của sự tổng hợp về Âm Dương cho nên anh khá là "cứng đầu" về cả nghĩa bóng và nghĩa đen. Thú Điện Long của anh là một con Pachycephalosaurus mang tên Bunpachy. Sức mạnh của Tessai sau này được giao cho hậu duệ của anh là Tsukouchi Shinya (津古内 真也 Tsuko'uchi Shin'ya?).

"Hải Dũng giả" (海の勇者 Umi no Yūsha) - Kyoryu Violet (キョウリュウグレー  Kyōryū Baioretto )
- Doctor Ulshade (ドクターウルシェード Dokutā Urushēdo?) - đồng đội của Plezuon (プレゾン purezon?), một con Plesiosaurus. Ông chính là người phát minh ra Gaburevovler và Armed On Weapon. Ngoài ra, ông đang nghiên cứu trên 1 thiên thạch mà Deboth Army đã hủy diệt một phần. Ông là thành viên đầu tiên chiến đấu cùng Torin trong thời hiện đại. Sau khi nghỉ hưu, sức mạnh của ông đã được kế thừa bởi cháu gái Yayoi.
- Yayoi Ulshade (弥生ウルシェード (Di Sanh Ô Nhĩ Tạ Đức) Yayoi Urushēdo?) - Cháu gái kiêm trợ lý của Doctor Ulshade. Cô muốn trở thành Kyoryuger nhưng vì vốn nhút nhát nên không thể "brave in" để kích hoạt Zyudenchi. Nhờ sự khích lệ và giúp đỡ của mọi người, cuối cùng cô cũng thành công.

"Thiểm quang Dũng giả" (閃光の勇者 Senkō no Yūsha) - Kyoryu Silver (キョウリュウシルバー Kyōryū Shirubā)
- Hiền Thần Torin (賢神トリン (Hiền Thần Torin) Kenjin Torin?) - Là cố vấn của Kyoryuger. Sau khi gặp lại chiến hữu của mình là Bragigas, Torin đã dần dần hình thành nên Brave của riêng mình và trở thành Kyoryu Silver. Sau khi Torin hi sinh theo kế hoạch, sức mạnh của Kyoryu Silver được giao lại cho Dantetsu - cha của King.
- Kiryuu Dantetsu (桐生 ダンテツ (Đồng Sanh Đoán Thiết) Kiryū Dantetsu?) - Cha của Daigo. Ông cùng King từ lúc nhỏ đi khắp thế giới. Sau khi giết Torin để giúp Torin có thể đi đến vùng tối và chiến đấu cùng Tessai và Ramires, ông thay Torin để trở thành Kyoryu Silver mới.

Kyoryuger biến hình bằng cách kích hoạt Zyudenchi với khẩu lệnh "Brave in", gắn vào khẩu súng Gaburi Volver (ガブリボルバー Gaburiborubā), riêng Utsusemimaru gắn vào Gaburi Changer, Torin và Dantetsu gắn vào Giga Gaburi Vovler, và sau khi nói "Kyoryu Change" (キョウリュウチェンジ Kyōryū Chenji), xoay nòng, nhảy và "Fire" (bắn). Tessai và Ramires vì là linh hồn, khi họ biến hình chỉ cần kích hoạt Zyudenchi, với khẩu lệnh "Brave in" -> "Spirit Ranger", nhảy và "Fire" (bắn). Zyudenchi thường được giữ trong Zyuden Mobuckle (獣電モバックル Jūden Mobakkuru), một thiết bị dạng điện thoại thông minh.

### Quân Deboth
Quân Deboth (デーボス軍 Dēbosu Gun) là kẻ thù của các Kyoryuger. Trong quá khứ, chúng đã bị Zyudenryu đánh bại và phong ấn ở Nam Cực. Chúng được giải phóng ở thời hiện tại và âm mưu thu thập linh hồn của con người để hồi sinh chúa tể của mình Ám Hắc Chủng Deboth (暗黒種デーボス Ankokushu Dēbosu) và tạo nên một kỉ băng hà mới, do Bách Diện Thần Quan Chaos (百面神官カオス Hyakumen Shinkan Kaosu) chỉ huy, với sự hỗ trợ của Hỷ Chiến Kị Canderrilla (喜びの戦騎キャンデリラ Yorokobi no Senki Kyanderira), Nộ Chiến Kị Dogold (怒りの戦騎ドゴルド Ikari no Senki Dogorudo), Ai Chiến Kị Aigallon (哀しみの戦騎アイガロン Kanashimi no Senki Aigaron), và Lạc Mật Trinh Luckyuro (楽しみの密偵ラッキューロ Tanoshimi no Mittei Rakkyūro). Binh lính của chúng tên là Zorima (ゾーリ魔 Zōrima).
D (Dī)/DeathryugerDesuryūjā (デスリュウジャー Desuryūjā )Là một Deboth Monster cổ đại mang tên D. Hắn có hai người trợ lý là "Dino Girls", Lamunea và Ashy. Hắn bắt cóc Mikoto Amano để có được Zuudenchi huyền thoại #00, và ép buộc Zuudenryu bí ẩn nhất, Tobaspino, một con khủng long Spinosaurus trở thành đồng đội của mình. Deathryuger sử dụng vũ khí là cây sáo phép thuật có hình dạng boomerang tên là Flute Buster và 1 chiếc xe gọi là D Racer.

## Dụng cụ
Hàm răng giả
Súng
- Gaburu Canon
- Gabutyra De Carnival
- Gaburi Carnival
- Gaburi Changer
- Zander Thunder
- Giga Gaburi Volver
- Feather Edge
- Zyuden MoBuckle

## Phim điện ảnh
Ngoại trừ sự ra mắt trong Tokumei Sentai Go-Busters VS. Kaizoku Sentai Gokaiger THE MOVIE, các Kyoryuger cũng sẽ làm nhân vật chính trong các phim điện ảnh sau:

### Super Hero Taisen Z
Kamen Rider × Super Sentai × Uchū Keiji: Super Hero Taisen Z (仮面ライダー×スーパー戦隊×宇宙刑事 スーパーヒーロー大戦Z Kamen Raidā × Sūpā Sentai × Uchū Keiji: Supā Hīrō Taisen Zetto) là một bộ phim giao chéo ra mắt vào mùa xuân 2013, giữa ba dòng phim tokusatsu, Kamen Rider, Super Sentai, và Uchū Keiji Series. Các nhân vật từ Kamen Rider Wizard, Zyuden Sentai Kyoryuger, và Uchū Keiji Gavan: THE MOVIE sẽ tham gia bộ phim. Vũ Trụ Thiết Nhân Kyodain từ Kamen Rider Fourze the Movie: Space, Here We Come! cũng xuất hiện. Đoạn phim quảng bá được trình chiến sau Kamen Rider × Kamen Rider Wizard & Fourze: Movie War Ultimatum.

### Zyuden Sentai Kyoryuger: Gaburincho of Music
Zyuden Sentai Kyoryuger: Gaburincho of Music (劇場版 獣電戦隊キョウリュウジャー Gekijōban Jūden Sentai Kyōryūjā Gaburincho Obu Myūjikku) là bộ phim mùa hè của Kyoryuger được chiếu và ngày 3 tháng 8 năm 2013, song song với Kamen Rider Wizard in Magic Land The Movie. Đây là bộ phim ca nhạc đầu tiên trong Super Sentai.

### Zyuden Sentai Kyoryugers: Return 100 YEARS AFTER
Zyuden Sentai Kyoryuger Return: 100 YEARS AFTER (帰ってきた獣電戦隊キョウリュウジャー: 100 YEARS AFTER Kaettekita Jūden Sentai Kyōryūjā: Handoreddo Iyāzu Afutā) Đây là movie về đội Kyoryuger thứ 2 năm 2114 (100 năm sau) với vẻ ngoài giống như các chiến binh Kyoryuger trong truyền thuyết; được phát hành ngày 20 tháng 6 năm 2014.
100 năm trong tương lai, các hậu duệ của Daigo, Ian, Nobuharu, Souji, Amy, và Utsusemimaru phải chiến đấu chống lại các Deboth hồi sinh.Trong 2114, 100 năm sau khi người đầu tiên Kyoryugers chiến thắng chống lại Deboth quân đội, một lô Deboth đến từ một lỗ nhỏ trên một hình thức Zorimas dẫn bởi Debo Akidamonne và Debo Harudamonne. Một đội bóng mới của Kyoryuger tiếp tục kế thừa người tiền nhiệm của mình, đã đến và thay đổi cùng với màu sắc khác nhau và dễ dàng đánh bại Zorimas dù vụng về và thiếu kinh nghiệm của họ. Hai Deboth giận dữ thuyết sai lầm Kyoryugers mới 'cho không đúng theo bản thân với người tiền nhiệm của họ. Debo Natsudamonne và Debo Fuyudamonne tham gia và tất cả bốn quái vật Deboth làm của họ đội lên gây ra, sau đó dễ dàng đánh bại Kyoryugers. Các Deboth quân tướng xuất hiện và tự giới thiệu: Ngàn-Faced High Priest Gaos, hối hận Hiệp sĩ Arslevan, thông tin Hiệp sĩ Sneldo (hóa thân của Raging Hiệp sĩ Dogold) và Jealousy Hiệp sĩ Hoshigaron (hóa thân của Thương Khó Hiệp sĩ Aigaron). Sau 100 năm bị mắc kẹt trong không gian con, họ đã tăng trưởng được uỷ quyền và sẵn sàng tấn công vào nhân loại. Trước khi Gaos sẽ nằm trong chấn thương vào chúng, Zyudenryu Bragigas nổi lên và hộ tống họ đến nơi an toàn.
Candelilla và Lạc Mật Trinh đã quẫn trí bởi các sự kiện, nghĩ rằng việc sử dụng ngẫu nhiên Zyudenchi sẽ không làm việc và họ đã quên những màu sắc ban đầu từ 100 năm trước đây. Soujiro-kun lá sau khi bày tỏ mong muốn của mình để bỏ thuốc lá, tiếp theo là những người khác trừ Nobuta-chan. Nobuta tiết lộ rằng anh cảm thấy phù hợp với màu sắc của mình như Candelilla bỏ kính ra, nó nhắc nhở cô về Nobuharu và màu sắc của mình, do đó màu xanh bắn lên tinh thần Nobuta của. Dai-kun nhớ thành tổ tiên của ông 'như Kyoryugers, nhưng luôn luôn nhìn vào họ và đạt được sự tự tin khi trở thành một. Ami-neesan cố gắng nhớ lại lời khuyên của cha cô nhưng không thành công. Trong khi Dai-kun mất một dạo, ông tìm thấy một nhỏ màu trắng T-Rex tailing anh, nhưng nó nhanh chóng chạy trốn một lần đốm.
Tại cơ sở của họ, Ghaos tiết lộ thuộc cấp của ông một mảnh chứa tế bào Deboss. Làm sống lại của Đức Chúa Trời Deboss, chúng phải thu thập những cảm xúc tiêu cực của con người từ than vãn, hối tiếc và ghen tị. Trong khi Ghaos không thể nhớ nhiều về cách qua quân đội Deboss trông giống như vậy, Arslevan chấp nhận nhiệm vụ cho mình và yêu cầu Sneldo và Hoshigaron để làm việc về kế hoạch khác. Cả hai Uppy và Icchan tiếp tục cuộc sống xa hoa của họ cho đến khi 116 tuổi Souji Rippukan trúng lưng của họ cho việc từ bỏ nhiệm vụ của mình với cháu nội của y, Soujiro tham gia cùng anh muộn. Anh khuyên cả hai để tìm Brave thực sự của họ trong trái tim của họ trong khi hộ tống Soujiro đi từ trung tâm bowling.
Lạc Mạt Trinh bỏ qua đơn đặt hàng Candelilla nơi cô chứng kiến sự ra mắt của một phiên bản làm lại thứ bảy của anime yêu thích của cô. Cô phát hiện vé của bộ phim và cố gắng lấy nó nhưng rơi vào bẫy của Hoshigaron. Trong khi Dai-kun đã tìm kiếm cho nhỏ T-Rex, Arslevan phục kích ông và hấp thụ hối tiếc của mình để trở thành một Kyoryuger. Sneldo phục kích một đoàn xe của đau khổ người và bắt họ cho sự hy sinh của mình. Trong khi Cadelilla trong tuyệt vọng, Torin tiết lộ cô nơi ông lưu trữ tất cả các Zyudenchi, cổ vũ cô một lần nữa. Các màu trắng T-Rex lưu lại nhanh chóng Dai-kun và tấn công Arslevan. Torin xuất hiện để Dai-kun và tiết lộ rằng màu trắng T-Rex, Gabutyra đã giận dữ tại Dai cho triển vọng hèn nhát của mình. Chứng kiến màu trắng của mình, Dai-kun nghĩ màu sắc thật sự của mình là màu trắng cho đến khi Torin tiết lộ rằng màu trắng của mình là thiếu tiềm năng Dai-kun và cung cấp cho anh ta một Zyudenchi trước khi biến mất. Ami-neesan và Nobuta truyền bá tin tức xấu cho Dai-kun với Nobuta hiến mình để đi theo họ. Ami-neesan theo anh, nói rằng ngay cả khi cô ấy yếu đuối, cô không thể từ bỏ những rắc rối.
Trong khi Icchan đã tập luyện ca hát của mình, anh đã vô tình kết hợp một số từ trong lời bài hát của mình (Parasagun và màu đen) và cuối cùng có màu sắc thật sự của mình. Trong thời gian đào tạo bowling Uppy, anh phát hiện một bowling vàng kim và quản lý để có được một cuộc tấn công hoàn hảo, do đó nhận được màu sắc thật sự của mình. Soujiro cuối cùng đã đánh bại ông cố của mình, nhận được màu sắc thật sự của mình, màu xanh lá cây và kế thừa các Feather cạnh khi được khuyến khích bởi tổ tiên của mình. Ngay sau đó, Soujiro, Icchan và Nobuta tấn công Sneldo và nhận được màu sắc thích hợp của Zyudenchi từ Candelilla, biến mình thành Kyoryu xanh, đen và xanh. Trước khi họ có thể giải phóng các nạn nhân, bốn mùa Debo Monsters giữ chúng cho đến khi Ami-neesan và Uppy xuất hiện như Uppy sử dụng bowling bóng vàng của mình để tấn công. Ông đã nhận được Zyudenchi thích của mình nhưng không tìm thấy một cái gì đó sai. Sau Debo Harudamonne chơi Shamisen, ông nhớ lại chủ đề samurai, do đó nhận được Gabrichanger từ Zyudenryu Pteragordon và chuyển thành Kyoryu Gold. Sau khi giải phóng những người bị bắt, Ami-neesan lưu Candelilla từ Debo Akidamonne, do đó nhận được màu sắc thật sự của mình và Zyudenchi thật của mình khi cô giả Kyoryu Pink. Tất cả trong số họ sử dụng Zyuden Brave Finish trên Debo Akidamonne và Harudamonne, người mà đã được sử dụng làm lá chắn của cấp dưới.
Theo dõi các Debo Monsters còn lại, tất cả các thành viên của Deboth quân cuối cùng đã tiết lộ bản thân và trình bày Luckyuro làm con tin của họ. Họ vô hiệu tất cả các Kyoryugers, thậm chí Candelilla và Luckyuro với Gaos ý định sử dụng các cảm xúc tiêu cực thu thập để khôi phục Thiên Chúa Deboth cho đến khi Arslevan back-đâm tất cả các cấp dưới của mình, tiết lộ họ như những con tốt của ông và ông là hiện thân thật sự hối tiếc Thiên Chúa Deboth của. Trước đó, ông đã bị xóa sổ những kỷ niệm của quá khứ Kyoryugers và quân deboth từ tất cả mọi người khi hấp thụ đồng chí của mình. Candelilla cuối cùng nhớ lại những nơi rất họ đứng ở là nơi sinh của Chúa Deboth. Arslevan mất Nhanh Nhanh Jyuro tưới lon Luckyuro và phát triển thành tỷ lệ khổng lồ như ông đã nghỉ của mình trong một cửa chiều. Dai-kun, người mà đã tailing họ tất cả cùng, nhảy vào cổng thông tin cũng như để ngăn chặn anh ta. Sau khi bỏ rơi bởi Arslevan, Gabutyra cứu ông và chuyển sang màu đỏ, để lộ màu sắc thật sự của mình. Gabutyra biến thành De Carnival Gun và sử dụng Zyudenchi Torin, nhờ đó mang ông ấy đến thời tổ tiên mình.
Sau khi đến tháng 1 năm 2014, Arslevan gặp sức kháng cự với Zyudenryu và Kyoryu bạc và tím. Dai-kun gặp với sáu chính Kyoryugers qua, cuối cùng anh cũng nhớ đến lời của gia đình về Brave. Các Kyoryugers chuyển đổi sử dụng Gigant Kyoryuzin và bị trục xuất Arslevan trở lại tương lai, cũng đưa Dai-kun trở lại thời điểm thích hợp của mình.
Trở lại năm 2114, Dai-kun tập hợp lại với đồng đội của mình và nhận Zyudenchi mình. Họ biến thành Kyoryugers và chiến đấu Arslevan và quân đội của ông như Candelilla hát giai điệu của trái đất. Đương đầu với Debo Yukidamonne và Natsudamonne, Kyoryu Red giả Kyoryu Red Carnival phương Tây và hoàn thành chúng với Zyuden Carnival Finish. Arslevan gặp cuối cùng của mình khi Kyoryugers triệu tập những người tiền nhiệm của họ và sử dụng Twelve Zyuden lớn Brave Finish.
Trong năm 2014, các Kyoryugers hiện nay là điên khi biết sự tồn tại Deboth trong năm 2114, nhưng Daigo tâm sự rằng người kế nhiệm của họ sẽ chăm sóc chúng. Như Yayoi cố gắng phân tích cho ai Daigo sẽ kết hôn trong tương lai, Souji đã mắng Rin và bị đuổi ra khỏi quán cà phê người ta treo ra. Trong tương lai, trong khi Kyoryugers xem hoàng hôn, Gaos, Sneldo và Hoshigaron tiết lộ mình được sống, đã sống sót phá hủy Arslevan của. Khi họ từ giã họ, Kyoryugers vẫn không hề sợ hãi trong tầm nhìn của họ và cố gắng để tiếp tục di sản tổ tiên của họ.
Sau khi các khoản tín dụng, các Kyoryugers nay cảm ơn khán giả đã ủng hộ trong cuộc chiến chống lại Deboth khi cũng hứa hẹn rằng họ sẽ gặp lại nhau một ngày nào đó. Dai-kun xuất hiện một thời gian ngắn để nói với người xem, ông sẽ thấy chúng trong 100 năm, trước khi Kyoryugers khác muốn khán giả của mình một lời chia tay chính thức.

## Tập
Các tập của Kyoryuger gọi là Brave (Dũng cảm)
1. Đến rồi! Vị vua áo đỏ
2. Gaburincho! Sự kết hợp 3 thành 1
3. Cuồng loạn! Trảm Kích Vô Thường Kiếm
4. Khai hỏa! Ian biến thành súng
5. Bùng nổ! Ankydon và cái răng sâu
6. Ngừng lại đi! Giọng hát của Canderilla
7. Phẫn nộ! Daigo gặp đại nạn
8. Đây là đâu? Nobuharu Công phá mê cung
9. Thật mạnh mẽ! Pteraiden-Oh
10. Chiến binh Vàng hồi sinh
11. Ucchy nghiêm khắc
12. Tấn công! Thuộc hạ và chủ tướng
13. Đừng lo! Souji sẽ bảo vệ trái tim bạn
14. Nguy hiểm! Linh hồn các khủng long
15. Tham vọng của Dogold
16. Nhận lấy! Báu vật của ta
17. Chiến binh Xám xuất hiện rồi!
18. Kiệt sức! Tuyệt kỹ Kung-Fu
19. Đánh mất gia đình của Ucchy
20. Không xong rồi! Ước nguyện Tanabata của Daigo thành hiện thực
21. Plezuon trở về
22. Đại thủ lĩnh Deboss hồi sinh
23. Đứng lên đi! Chiến đội Điện long
24. Nổi loạn đi! Chiến binh Điện long thứ 7
25. Cơn ác mộng Deboss
26. Sửng sốt! Người đàn ông Gabutyra của Dagio
27. Tiến hóa siêu cấp của Chiến Binh Đỏ Daigo
28. Torin! Nỗi oán hận 100 triệu năm
29. Tổng tấn công! Cuồng loạn với lễ hội
30. Nhận lấy đi! Những mảnh vỡ của thú điện trì
31. Kỳ nghỉ vĩnh hằng của Nobuharu
32. Chiến thắng! Tranh tài thể thao
33. Tôi sẽ bảo vệ cho các quý cô của Ian
34. Hồi sinh! Bragigas xuất hiện
35. Tuyệt cú mèo! Điện long Gigant
36. Chiến binh ánh sáng phi thường của Torin
37. Quân đoàn ma Deboss
38. Chạm đến tình yêu! Zourima quá đẹp
39. Đầy đủ rồi! Sức mạnh Thập Cường Long
40. Nỗi khổ của trai già
41. Ác quỷ Giáng Sinh - Chiến trận Deboss toàn cầu
42. Tuyệt vời! Giáng Sinh chính nghĩa
43. Souji Linh hồn của kiếm! Hãy gầm lên
44. Bách Diện Thần Quan ngạo nghễ! Đếm ngược tận thế
45. Vĩnh biệt, Chiến Binh Bạc
46. Trận chiến chính - Đòn tấn công của tình yêu và nước mắt
47. Đại phản công! Trận quyết chiến cuối cùng
48. Đại chấn động! Tạm biệt, Chiến đội Điện long

## Diễn viên
- Daigo Kiryu: Ryo Ryusei (竜星 涼 Ryūsei Ryō?)[6][8][9]
- Ian Yorkland: Syuusuke Saito (斉藤 秀翼 Saitō Shūsuke?)[6][10]
- Nobuharu Udo: Yamato Kinjo (金城 大和 Kinjō Yamato?)[6][11][12]
- Soji Rippukan: Akihisa Shiono (塩野 瑛久 Shiono Akihisa?)[6][13]
- Ami Yuzuki: Ayuri Konno (今野 鮎莉 Konno Ayuri?)[6][14]
- Utsusemimaru: Atsushi Maruyama (丸山敦 Maruyama Atsushi)

- Người dẫn chuyện, Giọng Gaburevolver (ガブリボルバー音声 Gaburiborubā Onsei?): Shigeru Chiba (千葉 繁 Chiba Shigeru?)

## Bài hát
Dao đầu
- "Vamola! Kyoryuger" (VAMOLA！キョウリュウジャー Bamora! Kyōryūjā?, "Tiến lên![Note 1] Kyoryuger")[15]
  - Lời: Shoko Fujibayashi
  - Sáng tác: Yusuke Mochida
  - Cải biên: Kousuke Yamashita, Yusuke Mochida
  - Thể hiện: Showgo Kamada (鎌田 章吾 Kamada Shōgo?)

Dạo kết
- "Minna Atsumare! Kyoryuger" (みんな集まれ！キョウリュウジャー Minna Atsumare! Kyōryūjā?, "Everyone Gather! Kyoryuger")[15]
  - Lời: Saburo Yatsude, Hideaki Takatori
  - Sáng tác: Hideaki Takatori
  - Cải biên: Hiroaki Kagoshima
  - Thể hiện: Hideaki Takatori